# Patrice Martin-Lalande

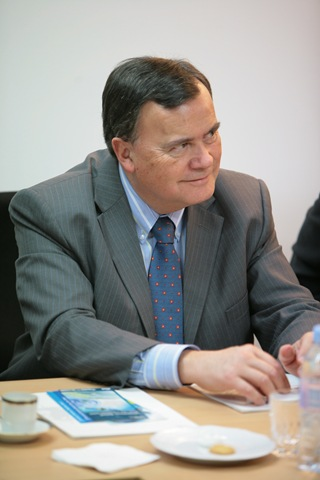
Patrice Martin-Lalande

Patrice Martin-Lalande (* 2. Dezember 1947 in Grenoble) ist ein französischer Politiker der Les Républicains.

## Leben
Martin-Lalande ist seit 1993 Abgeordneter in der Nationalversammlung. Vom 1. September 1982 bis 18. März 2001 war Martin-Lalande Bürgermeister von Lamotte-Beuvron.

## Werke (Auswahl)
- L’internet: un vrai défi pour la France, rapport au Premier Ministre, rapport comme « parlementaire en mission », 1997
- Le Loir-et-Cher, Hachette, coll. « Gens et Pays de France », 1983